# Municipio de Stately
El municipio de Stately (en inglés: Stately Township) es un municipio ubicado en el condado de Brown en el estado estadounidense de Minnesota. En el año 2010 tenía una población de 165 habitantes y una densidad poblacional de 1,76 personas por km².

## Geografía
El municipio de Stately se encuentra ubicado en las coordenadas 44°9′33″N 95°1′51″O / 44.15917, -95.03083. Según la Oficina del Censo de los Estados Unidos, el municipio tiene una superficie total de 93.55 km², de la cual 93,42 km² corresponden a tierra firme y (0,14 %) 0,13 km² es agua.

## Demografía
Según el censo de 2010, había 165 personas residiendo en el municipio de Stately. La densidad de población era de 1,76 hab./km². De los 165 habitantes, el municipio de Stately estaba compuesto por el 97,58 % blancos, el 0,61 % eran afroamericanos, el 0,61 % eran asiáticos y el 1,21 % eran de una mezcla de razas. Del total de la población el 0,61 % eran hispanos o latinos de cualquier raza.